# Жарли (Нуркена Абдірова сільський округ)
Жарли́ (каз. Жарлы) — село у складі Каркаралінського району Карагандинської області Казахстану. Адміністративний центр сільського округу Нуркена Абдірова.
Населення — 988 осіб (2021; 1407 у 2009, 1561 у 1999, 1773 у 1989).
Національний склад станом на 1989 рік:
- казахи — 100 %.